# Astracantha morgani
Astracantha morgani är en ärtväxtart som först beskrevs av Josef Franz Freyn, och fick sitt nu gällande namn av Dieter Podlech. Astracantha morgani ingår i släktet Astracantha och familjen ärtväxter. Inga underarter finns listade i Catalogue of Life.